# Mazaces
Mazaces, Mazdaka o Mazakes (en arameo: MZDK: en griego: Μαζάκης), fue el último sátrapa aqueménida del Antiguo Egipto durante la última parte del reinado de Darío III de la dinastía XXXI de Egipto.
Mazaces sucedió al sátrapa Sabaces en Egipto después de su muerte en la batalla de Isos de 333 a. C. De esa batalla escapó huyendo el general traidor Amintas al servicio de los persas hacia Pelusium y luego llegó ante la guarnición persa de Menfis, tratando de engañarlos, presentándose como un gobernador enviado por Darío III. Pero enterado Mazaces, que había sido nombrado sátrapa poco antes, ordenó su ejecución.
Mazaces, al igual que Sabaces, acuñó copias de tetradracmas atenienses, inscribiendo sus nombres en arameo (Mazdaka y Savaka). Sin embargo, su cargo duró menos de un año al invadir Egipto Alejandro Magno a finales del 332 a. C. después de haber tomado Gaza. Mazaces se encontró con que no tenía suficiente fuerza militar para oponer resistencia, pues el grueso de sus tropas las había enviado el año anterior a Isos. Aconsejado por Amminapes, que conocía bien a Alejandro, Mazaces entregó el país al macedonio sin luchar, junto con un tesoro de 800 talentos de oro y los almacenes reales. Este evento marcó el final de la corta segunda satrapía egipcia, también denominada Segunda dominación persa de Egipto (343–332 a. C.).
Alejandro desplazó a Darío III como faraón y liberador de los persas y siguiendo las costumbres egipcias para ser reconocido como descendiente del linaje de los faraones, hizo sacrificios al toro Apis en Menfis y visitó el Templo de Amón en el oasis de Siwa para consultar su famoso oráculo.
Se desconoce qué le sucedió a Mazaces después de su sumisión, pero Alejandro nombró sátrapa de Egipto al griego Cleómenes de Náucratis antes de partir hacia el Oriente.
Mazakes pudo haber sido nombrado sátrapa de Mesopotamia como recompensa por su sumisión, ya que existen monedas con su nombre y en un estilo similar al de su predecesor egipcio Sabakes, en esta región, y el sátrapa de Mesopotamia en ese momento es desconocido. En su afán por ser reconocido como heredero del Imperio aqueménida, Alejandro, dado que en las satrapías orientales se desconocía la economía monetaria, permitió la acuñación local de monedas, diferentes de las reales, como es el caso de los sátrapas Mazaios en Babilonia, Mazaces en Mesopotamia y Balacros en Cilicia.
Fue sucedido por Bleitor.